# Paramartinsia quadrimaculata
Paramartinsia quadrimaculata är en skalbaggsart som beskrevs av Martins och Maria Helena M. Galileo 2005. Paramartinsia quadrimaculata ingår i släktet Paramartinsia och familjen långhorningar. Inga underarter finns listade i Catalogue of Life.